# Веселье в Акапулько
«Веселье в Акапулько» (англ. Fun in Acapulco) — художественный фильм/мюзикл, с участием главного героя картины — Элвиса Пресли.

## Сюжет

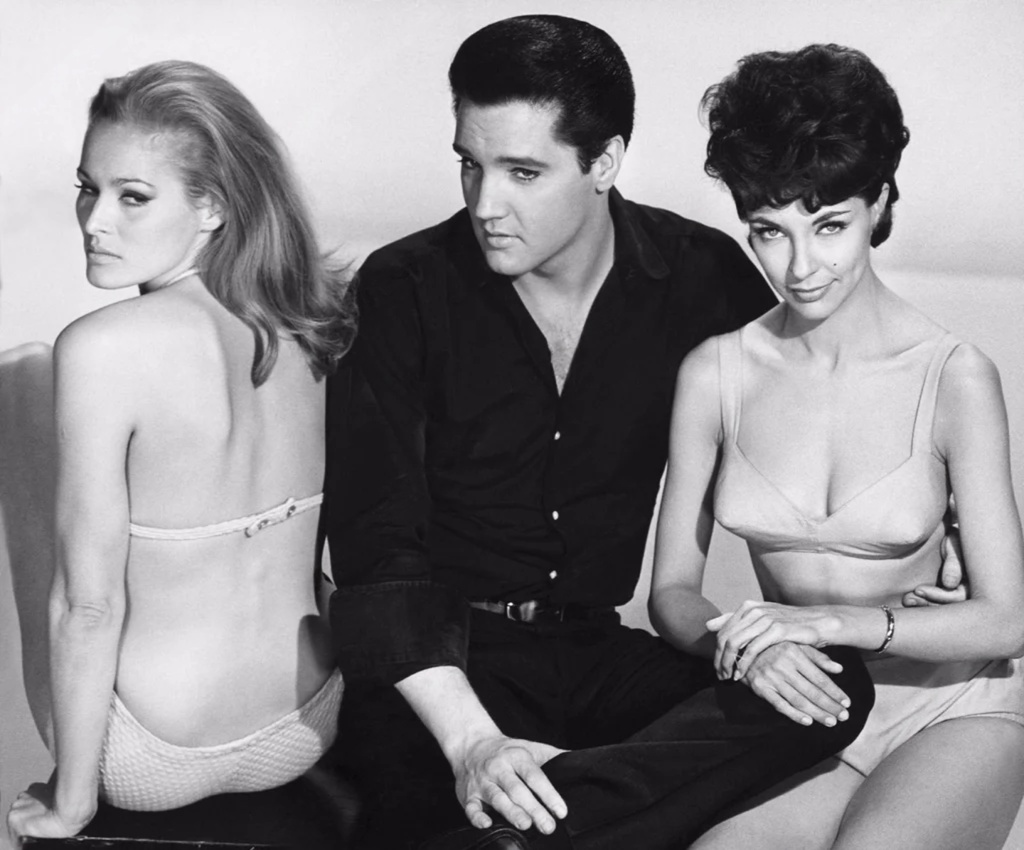
Андресс, Пресли и Карденас (1963)

Главный герой, Майк Виндгрэн, работает на лодке в Акапулько. Когда своевольная дочь владельца лодки увольняет его, Майк вынужден отыскать для себя новую работу. В этом ему помогает маленький мальчик по имени Рауль. Теперь он начинает работать в качестве спасателя и певца в местной гостинице. Работая спасателем/конферансье, Майк влюбляется в социального директора — Маргариту Дофин. С её помощью, он преодолевает его прежнее опасение, относительно рабочих высот. Сталкиваясь с конкурирующим спасателем и водолазом чемпиона Мексики, они становятся заклятыми врагами. Конкурент заводится целью забрать некоторые рабочие часы Майка и украсть его женщину.

## В ролях
- Элвис Пресли
- Урсула Андресс
- Эльса Карденас
- Пол Лукас
- Лэрри Домазин
- Надежда Тери
- Роберт Гаррикарт

## Музыка, использованная в фильме
Музыканты:
- Элвис Пресли (вокал)
- The Jordanaires (второстепенные вокалы)
- D.J. Fontana, Хал Блэйн (барабаны)
- Скотти Мор, Барни Кессэль (гитара)
- Дадли Брукс (пианино)

Музыка кинофильма записана в ноябре 1963 и была выпущена в прокат с тем же самым названием Fun in Acapulco.
Песни:
Сторона 1:
1. Fun In Acapulco
2. Marguerita
3. El Toro
4. Mexico
5. Bullfighter Was A Lady
6. Vino Dinero Y Amor
7. No Room To Rhumba In A Sports Car

Сторона 2:
1. Bossa Nova Baby
2. Guadalajara
3. You Can’t Say No In Acapulco
4. I Think Im Gonna Like It Here
5. Slowly But Surely
6. Love Me Tonight